# Curius
Curius is een kevergeslacht uit de familie van de boktorren (Cerambycidae). De wetenschappelijke naam van het geslacht werd voor het eerst geldig gepubliceerd in 1840 door Newman.

## Soorten
Curius omvat de volgende soorten:
- Curius chemsaki Nearns & Ray, 2006
- Curius dentatus Newman, 1840
- Curius panamensis Bates, 1885
- Curius punctatus (Fisher, 1932)